# Tongo Tongo
Tongo Tongo (auch: Tongou Tongou) ist ein Dorf in der Landgemeinde Tondikiwindi in Niger.

## Geographie
Das Dorf befindet sich rund 69 Kilometer nördlich des Hauptorts Tondikiwindi der gleichnamigen Landgemeinde, die zum Departement Ouallam in der Region Tillabéri gehört. Zu den Siedlungen in der näheren Umgebung von Tongo Tongo zählen Sabara Bangou im Nordosten, Tilloa im Osten sowie Zaroumbey Darey und Siwilli im Südwesten.
Tongo Tongo ist Teil der Übergangszone zwischen Sahara und Sahel. Die durchschnittliche jährliche Niederschlagsmenge beträgt hier zwischen 200 und 300 mm. Westlich des Dorfs erhebt sich der 316 m hohe Inselberg Gouenza Rigata.

## Geschichte
Sesshafte Zarma töteten 2008 in den Dörfern Tongo Tongo, Mangaïzé und Tingara acht und im Dorf Siné Godar zwei nomadische Fulbe. Die Beziehungen zwischen den ethnischen Gruppen und die allgemeine Sicherheitslage in der Region Tillabéri verschlechterten sich infolge des 2012 beginnenden Konflikts in Mali.

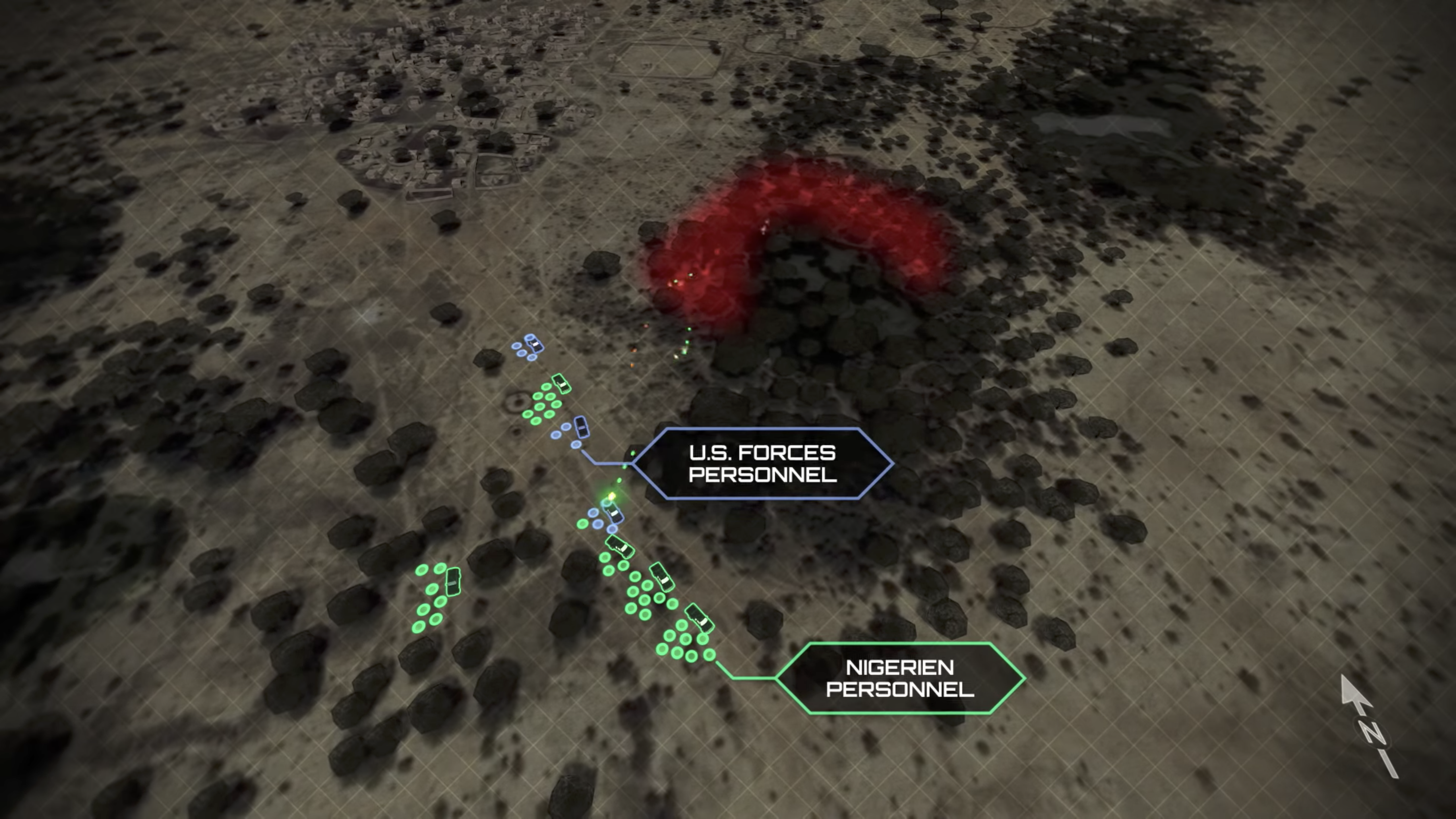
Bearbeitete Luftaufnahme des Hinterhalts von Tongo Tongo am 4. Oktober 2017

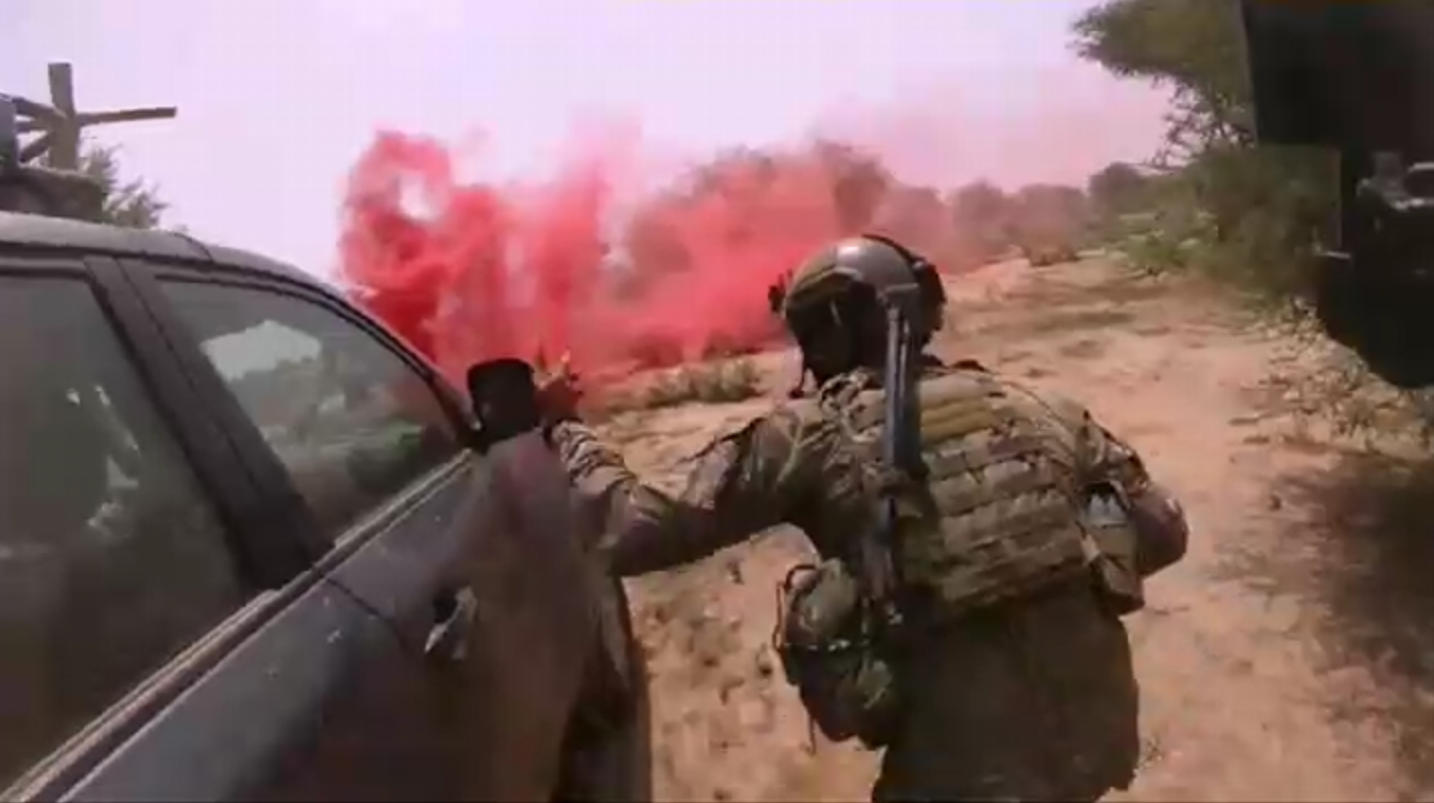
Ein US-Soldat beim Hinterhalt von Tongo Tongo am 4. Oktober 2017

Bei einem Hinterhalt durch nicht-staatliche bewaffnete Angreifer kamen am 4. Oktober 2017 bei Tongo Tongo jeweils vier Soldaten der Streitkräfte der Vereinigten Staaten und der Streitkräfte Nigers ums Leben. Die Terrorgruppe Islamischer Staat in der Größeren Sahara (ISGS) bekannte sich zu dem Anschlag. Der Vorfall löste in den Vereinigten Staaten eine Kontroverse um den Einsatz von US-Soldaten in Niger aus.
Zwei Fahrzeuge des Internationalen Komitees vom Roten Kreuz gerieten am 10. September 2019 bei Tongo Tongo in einen Hinterhalt durch bewaffnete Räuber. Es wurden keine Toten oder Verletzten gemeldet. Soldaten der Streitkräfte Nigers und der Opération Barkhane führten im Februar 2020 eine Militäroperation im Westen Nigers durch, bei der 120 Gegner getötet wurden, davon 23 im Dreieck zwischen Tongo Tongo, Inatès und Tilloa. Das Armed Conflict Location and Event Data Project erfasste für das erste Quartal 2024 in der Region Tillabéri insgesamt 122 gewaltsame Konfliktfälle mit 394 Toten und nannte Tongo Tongo unter den betroffenen Orten.

## Bevölkerung
Bei der Volkszählung 2012 hatte Tongo Tongo 714 Einwohner, die in 62 Haushalten lebten. Bei der Volkszählung 2001 betrug die Einwohnerzahl 378 in 39 Haushalten.

## Wirtschaft und Infrastruktur
Tongo Tongo liegt in einer Zone der Naturweidewirtschaft, die sich entlang der Staatsgrenze zu Mali erstreckt. Es gibt eine Grundschule im Dorf.